# Amelina Sterky
Amelina Sterky, född 1842, död 1922, var en svensk fältskär. 
Hon tog fältskärsexamen 1889 och var 1891–1893 Sveriges första kvinnliga examinator i fältskärsutbildningen. Sterky är begravd på Uppsala gamla kyrkogård.